# Ґерд Альбрехт
Ґерд Альбрехт (нім. Gerd Albrecht; 19 липня 1935, Ессен — 2 лютого 2014, Берлін) — німецький диригент.

## Біографія
Після навчання в Кілі та Гамбурзі у Вільґельма Брюкнер-Реґесберґа Ґерд Альбрехт в 1957 році у віці 22 років став переможцем серед непрофесіоналів на Міжнародному конкурсі молодих диригентів у Безансоні. З 1958 року займав посаду асистента в Штутгартській Опері. У 1961 році він став головним капельмейстером в Майнці, а в 1963 році головним диригентом в Любеку. У 1966—1972 роках він працював головним диригентом в Касселі, а в 1972 році став постійним диригентом в Німецькій опері в Берліні. З 1975 по 1980 рік він керував Оркестром Тонгале, а потім 8 років вільно працював в найважливіших музичних центрах світу. З 1988 по 1997 рік Альбрехт був генеральним музичним директором в Гамбурзькому оперному театрі та Філармонійному оркестрі в Гамбурзі. Крім того в 1993 році він очолив Чеський філармонічний оркестр, але через політичні скандали був змушений в 1996 році покинути цей пост. Альбрехт також очолював Симфонічний оркестр Еміурі (1988—2007) і Данський національний симфонічний оркестр (2000—2004).